# Wysokie Mazowieckie (district)
Wysokie Mazowieckie (powiat wysokomazowiecki) is een Pools district (powiat) in de woiwodschap Podlachië. Het district heeft een oppervlakte van 1288,49 km2 en telt 58.519 inwoners (2014).